# Бельгия на «Евровидении-1957»
Бельгия приняла участие на «Евровидении 1957», проходившем в Франкфурте-на-Майне, (ФРГ), 3 марта 1957 года. На конкурсе её представлял Боббеян Схупен с песней «Straatdeuntje», выступив первым. В этом году страна заняла 8 место, набрав 5 баллов. Комментаторами конкурса от Бельгии в этом году стали Ник Баль и Антон Петерс (NIR), Жанин Ламботт (INR). Глашатаем от Бельгии стал Берт Лейсен.
Боббеян выступал в сопровождении оркестра под руководством Вилли Беркинга.

## Национальный отбор
Национальный отбор прошёл 19 февраля 1957 года. Отбор прошёл в рамках шоу «De T. V. Maakt Muziek» на телестудии INR. Песня выбиралась экспертным жюри. На большинстве ресурсов среди участников был указан лишь Боббеян, однако существует видео с выступлением Рины Пиа на том же конкурсе.
|   | Участник       | Песня                       | Место |
| - | -------------- | --------------------------- | ----- |
| 1 | Боббеян Схупен | «Straatdeuntje»             | 1     |
| 2 | Боббеян Схупен | «Zomernacht in „Gay Paree“» |       |
| 3 | Боббеян Схупен | «Het beeld van mijn moeder» |       |
| 4 | Рина Пиа       | «De jodelende koe»          |       |

## Страны, отдавшие баллы Бельгии
Жюри каждой страны из десяти человек распределяло 10 баллов между понравившимися песнями
| Отдали Бельгии… | Отдали Бельгии… |
| 2 балла         | 1 балл          |
| --------------- | --------------- |
| Дания Германия  | Швейцария       |

## Страны, получившие баллы от Бельгии
| 5 баллов | Нидерланды                     |
| 2 балла  | Франция                        |
| 1 балл   | Великобритания Германия Италия |